# Управління фінансової інформації Святого Престолу
Управлі́ння фіна́нсової інформа́ції Свято́го Престо́лу — дикастерія, пов'язана канонічно зі Святим Престолом, формально - юридична особа Ватикану. Постало з ініціативи Папи Бенедикт XVI 30 грудня 2010 року.

## Історія
У середу, 19 січня 2011 року кардинала Аттільо Нікору Папа Римський Бенедикт XVI назвав головою Виконавчої ради нового відомства Ватикану - Управління фінансової інформації Святого Престолу, що складається з чотирьох осіб. Новий агенції, за мандатом апостольського послання, доручений моніторинг грошово-кредитної й комерційної діяльності закладів Ватикану, таких як губернаторство держави-міста Ватикану, Банк Ватикану, Адміністрація церковного майна Святого Престолу (інше агентство, тепер очолює кардинал Аттільо Нікора; свого роду інвестеційне агентство), Конгрегація євангелізації народів, а також менші заклади, такі як Ватиканська аптека, Ватиканський супермаркет і музеї Ватикану.

## Пиноски
1. ↑  APOSTOLIC LETTER IN THE FORM OF A «MOTU PROPRIO» OF BENEDICT XVI FOR THE PREVENTION AND COUNTERING OF ILLEGAL ACTIVITIES IN THE AREA OF MONETARY AND FINANCIAL DEALINGS, (b)
2. ↑  APOSTOLIC LETTER IN THE FORM OF A «MOTU PROPRIO» OF BENEDICT XVI FOR THE PREVENTION AND COUNTERING OF ILLEGAL ACTIVITIES IN THE AREA OF MONETARY AND FINANCIAL DEALINGS, «given» clause